# 순다어

순다어(인도네시아어: Bahasa Sunda, 순다어: basa Sunda ᮘᮞ ᮞᮥᮔ᮪ᮓ)는 인도네시아의 자와섬 서부의 순다족이 사용하는 지역 언어이다. 모어 화자 인구는 약 3천만 명으로 인도네시아 인구의 15%에 달한다. 오스트로네시아어족의 말레이폴리네시아어파로 분류되며, 지역에 따라 다양한 방언이 존재한다. 로버트 블러스트에 의하면 말레이어군과 가까운 관계이며 보르네오섬의 육지 다약어군이나 카얀무릭어군과도 어휘의 높은 유사성이 보인다.

## 표기
초기 기록에는 고대 순다 문자가 사용된 문헌이 발견되며, 이슬람의 도래 이후에는 아랍 문자를 기반으로 한 페곤 문자가 쓰이기 시작했으나, 유럽인이 도착하고 나서는 라틴 문자 기반 표기가 널리 쓰이게 되었다. 지역 정부에서는 공공장소나 도로 표지판 등에서 고유의 순다 문자 표기를 추진하고 있으나 여전히 라틴 문자 표기가 압도적이다. 다만 이슬람 학교 등에서는 페곤 문자 표기가 여전히 사용되고 있다.

## 음운

### 홀소리
|        | 전설   | 중설    | 후설   |
| ------ | ------ | ------- | ------ |
| 고모음 | i      | eu(/ɨ/) | u      |
| 중모음 | é(/ɛ/) | e(/ə/)  | o(/ɔ/) |
| 저모음 |        | a       |        |

### 닿소리
|                |        | 양순음 | 치경음 | 후치경음/ 경구개음 | 연구개음 | 성문음 |
| -------------- | ------ | ------ | ------ | ------------------ | -------- | ------ |
| 비음           | 비음   | m      | n      | ny(/ɲ/)            | ng(/ŋ/)  |        |
| 파열음/ 파찰음 | 무성음 | p      | t      | c(/tʃ/)            | k        |        |
| 파열음/ 파찰음 | 유성음 | b      | d      | j(/dʒ/)            | g(/ɡ/)   |        |
| 마찰음         | 마찰음 |        | s      |                    |          | h      |
| 유음           | 설측음 |        | l      |                    |          |        |
| 유음           | 전동음 |        | r      |                    |          |        |
| 반모음         | 반모음 | w      |        | y(/j/)             |          |        |